# Bill Blass
William Ralph Blass (* 22. Juni 1922 in Fort Wayne, Indiana; † 12. Juni 2002 in New Preston, Connecticut) war ein US-amerikanischer Modedesigner. Er beeinflusste die US-amerikanische Mode vor allem durch seine 1970 gegründete Firma Bill Blass Limited.
Blass begann seine Arbeit als Modeschöpfer, indem er Modeskizzen an diverse Kleiderfabrikanten versandte. 1942 ging er nach New York, wo er in den 1950er Jahren allmählich zum Chefdesigner der Firma Maurice Rentner aufstieg. Dieses Unternehmen erwarb er 1970 und benannte es in Bill Blass Ltd. um. Schon in den 1960er Jahren war er jedoch als Modeschöpfer so populär, dass mit Slogans wie Positively Blassfamous und Definitiv Blasphemisch für seine Mode geworben wurde. Blass starb 2002 an Krebs.